# Sympetrum
Sympetrum é um gênero de libélulas, com mais de 60 espécies.
- Sympetrum ambiguum
- Sympetrum anomalum
- Sympetrum arenicolor
- Sympetrum baccha
- Sympetrum cancellatum
- Sympetrum chaconi
- Sympetrum commixtum
- Sympetrum cordulegaster
- Sympetrum corruptum
- Sympetrum costiferum
- Sympetrum croceolum
- Sympetrum daliensis
- Sympetrum danae
- Sympetrum darwinianum
- Sympetrum depressiusculum
- Sympetrum dilatatum
- Sympetrum durum
- Sympetrum eroticum
- Sympetrum evanescens
- Sympetrum flaveolum
- Sympetrum fonscolombii
- Sympetrum gracile
- Sympetrum haematoneura
- Sympetrum haritonovi
- Sympetrum himalayanum
- Sympetrum hypomelas
- Sympetrum ignotum
- Sympetrum illotum
- Sympetrum infuscatum
- Sympetrum internum
- Sympetrum janeae
- Sympetrum kunckeli
- Sympetrum maculatum
- Sympetrum madidum
- Sympetrum meridionale
- Sympetrum nigrifemur
- Sympetrum nigrocreatum
- Sympetrum nomurai
- Sympetrum obtrusum
- Sympetrum orientale
- Sympetrum pallipes
- Sympetrum paramo
- Sympetrum parvulum
- Sympetrum pedemontanum
- Sympetrum pochonboensis
- Sympetrum risi
- Sympetrum roraimae
- Sympetrum rossicum
- Sympetrum rubicundulum
- Sympetrum rufa
- Sympetrum rufostigma
- Sympetrum sanguineum
- Sympetrum semicinctum
- Sympetrum signiferum
- Sympetrum sinaiticum
- Sympetrum speciosum
- Sympetrum striolatum
- Sympetrum tibiale
- Sympetrum uniforme
- Sympetrum vicinum
- Sympetrum villosum
- Sympetrum vulgatum
- Sympetrum xiaoi